# Alaverdi kolostor
Alaverdi székesegyháza (grúzul: ალავერდი მონასტერი) grúz ortodox kolostor 25 km-re Akhmetától, a kelet-grúziai Kakheti régióban.

## Története, építészete
A kolostor egyes részei a 6. századból származnak. A mai katedrális nagyrészt a 11. században épült. A kolostor alapítója egy asszír szerzetes Alaverdeli József (Yoseb Amba), aki Antiochiából (Törökországból) érkezett és letelepedett Alaverdiben, ami akkoriban egy kis falu volt. A 11. század elején III.Kvirike Kakheti hercege építtetett egy katedrálist -amely a ma ismert Alaverdiben székesegyház- a korábbi kis Szent György templom helyére. A magassága több mint 55 méter így az Alaverdi székesegyház a második legmagasabb egyházi épület Grúziában, a nemrég felszentelt Tbiliszi Szameba székesegyház mögött. A környező táj egy termékeny folyóvölgy a háttérben a Kaukázussal teszi teljesebbé az összhatást. A területen, amelyet egy erődített fal vesz körül lakóház, a kolostori étkező, borospincék, fürdők is találhatók.

## Események
Az Alaverdi székesegyház életének legfőbb eseménye az éves Alaverdoba vallási ünnep .

## Fordítás
Ez a szócikk részben vagy egészben  az   Alaverdi Monastery című angol Wikipédia-szócikk fordításán alapul.  Az eredeti cikk szerkesztőit annak laptörténete sorolja fel. Ez a jelzés csupán a megfogalmazás eredetét és a szerzői jogokat jelzi, nem szolgál a cikkben szereplő információk forrásmegjelöléseként.